# Marvin Stalder
Marvin Stalder, né le 9 décembre 1905 à Riverside (Californie) et mort le 2 septembre 1982 à Kerrville, est un rameur d'aviron américain.

## Palmarès

### Jeux olympiques
- Amsterdam 1928
  -  Médaille d'or en huit[1].